# Okzidentalismus
Das Wort Okzidentalismus hat in den Kulturwissenschaften zwei entgegengesetzte Bedeutungen.
- 1. In Anlehnung an und als Replik auf den von Edward Said geprägten Begriff Orientalismus bezeichnet man als Okzidentalismus eine Ideologie des Hasses gegen den Okzident, gegen westliche Gesellschaftsstrukturen und Werte. Somit kann dieses Konzept auch als Feindbild gegen die Moderne als meist amerikanisches Phänomen verstanden werden. Der Okzidentalismus darf jedoch keinesfalls mit dem Antiamerikanismus gleichgesetzt werden. In dieser Bedeutung wurde der Begriff von Ian Buruma und Avishai Margalit geprägt. Sie finden dieses Phänomen u. a. in der deutschen Romantik, der westlichen konservativen Kulturkritik, im  Japanischen Kaiserreich, in der Rhetorik der Nationalsozialisten, bei Islamisten und bei der antiimperialistischen Linken. Eine Pointe des Ansatzes ist es, den Okzidentalismus als Rückwirkung und Fortentwicklung  von Einstellungen, die in der europäischen Gesellschaft selbst aufgekommen sind, darzustellen. Insbesondere das Phänomen der europäischen Aufklärung und der Gegenaufklärung sind in diesem Zusammenhang wichtige Größen. Der Okzidentalismus wäre demzufolge das Ergebnis eines globalen Aushandlungsprozesses. Folglich ist die dem Begriff inhärente geographische Ursprungsangabe  (ungeachtet ihrer Vieldeutigkeit)  irreführend.

Nach Carl W. Ernst sei unter Beachtung aller Unterschiede, wie z. B. einem von ihm konstatierten Machtgefälle zwischen Orientalisten und Okzidentalisten, sowohl bei der Vorstellung des Okzidentalismus als auch des Orientalismus die Tendenz zu einem entmenschlichenden und verfremdenden Denken zu kritisieren.
- 2. Manche postkoloniale Theoretiker bezeichnen dagegen als Okzidentalismus einen Ethnozentrismus, der westliche Werte als universal postuliert und andere Kulturen abwertet.